# بازی (رمان لندن)
بازی (انگلیسی: The Game) کتابی نوشته جک لندن است که در ۱۹۰۵ چاپ شده است.
این کتاب توسط انتشارات مک‌میلان در ژوئن ۱۹۰۵ در کشور ایالات متحده آمریکا چاپ شده است، داستان این رمان درباره مسابقات بوکس است.